# Division 1 1947-1948
La Division 1 1945-1946 è stata la 10ª edizione della massima serie del campionato francese di calcio, disputato tra il 24 agosto 1947 e il 30 maggio 1948 e concluso con la vittoria dell'Olympique Marsiglia, al suo secondo titolo.
Capocannoniere del torneo è stato Jean Baratte (Lilla) con 31 reti.

## Classifica finale
|  | Pos. | Squadra             | Pt | G  | V  | N  | P  | GF | GS | MR    |
|  | ---- | ------------------- | -- | -- | -- | -- | -- | -- | -- | ----- |
|  | 1.   | Olympique Marsiglia | 48 | 34 | 20 | 8  | 6  | 83 | 43 | 1,93  |
|  | 2.   | Lilla               | 47 | 34 | 20 | 7  | 7  | 82 | 51 | 1,608 |
|  | 3.   | Stade Reims         | 46 | 34 | 20 | 6  | 8  | 73 | 34 | 2,147 |
|  | 4.   | Saint-Étienne       | 41 | 34 | 16 | 9  | 9  | 72 | 58 | 1,241 |
|  | 5.   | Stade Français      | 38 | 34 | 15 | 8  | 11 | 68 | 58 | 1,172 |
|  | 6.   | Strasburgo          | 37 | 34 | 13 | 11 | 10 | 82 | 58 | 1,414 |
|  | 7.   | RC Paris            | 37 | 34 | 16 | 5  | 13 | 79 | 64 | 1,234 |
|  | 8.   | Roubaix-Tourcoing   | 37 | 34 | 15 | 7  | 12 | 62 | 60 | 1,033 |
|  | 9.   | Sochaux             | 34 | 34 | 13 | 8  | 13 | 63 | 59 | 1,068 |
|  | 10.  | Rennes              | 34 | 34 | 13 | 8  | 13 | 56 | 59 | 0,949 |
|  | 11.  | Metz                | 30 | 34 | 13 | 4  | 17 | 70 | 82 | 0,854 |
|  | 12.  | FC Nancy            | 30 | 34 | 11 | 8  | 15 | 49 | 64 | 0,766 |
|  | 13.  | Tolosa              | 29 | 34 | 13 | 3  | 18 | 50 | 62 | 0,806 |
|  | 14.  | Cannes              | 29 | 34 | 10 | 9  | 15 | 47 | 66 | 0,712 |
|  | 15.  | Montpellier         | 28 | 34 | 10 | 8  | 16 | 52 | 67 | 0,776 |
|  | 16.  | Sète                | 26 | 34 | 11 | 4  | 19 | 59 | 85 | 0,694 |
|  | 17.  | Olympique Alès      | 25 | 34 | 7  | 11 | 16 | 49 | 79 | 0,62  |
|  | 18.  | Red Star            | 16 | 34 | 6  | 4  | 24 | 30 | 77 | 0,39  |

Legenda:
      Campione di Francia
      Retrocesso in Division 2 1948-1949
Note:
Due punti a vittoria, uno a pareggio, zero a sconfitta.

### Squadra campione
| Formazione tipo | Giocatori (presenze)   |
| --- | ---------------------- |
| Libérati Dahan Salem Rodriguez Scotti Bastien Dard Pironti Martin Bihel Nagy | Armand Libérati (23)   |
| Libérati Dahan Salem Rodriguez Scotti Bastien Dard Pironti Martin Bihel Nagy | Sauveur Rodriguez (34) |
| Libérati Dahan Salem Rodriguez Scotti Bastien Dard Pironti Martin Bihel Nagy | Salem Ben Miloud (31)  |
| Libérati Dahan Salem Rodriguez Scotti Bastien Dard Pironti Martin Bihel Nagy | Émile Dahan (28)       |
| Libérati Dahan Salem Rodriguez Scotti Bastien Dard Pironti Martin Bihel Nagy | Roger Scotti (34)      |
| Libérati Dahan Salem Rodriguez Scotti Bastien Dard Pironti Martin Bihel Nagy | Jean Bastien (32)      |
| Libérati Dahan Salem Rodriguez Scotti Bastien Dard Pironti Martin Bihel Nagy | Félix Pironti (23)     |
| Libérati Dahan Salem Rodriguez Scotti Bastien Dard Pironti Martin Bihel Nagy | Georges Dard (26)      |
| Libérati Dahan Salem Rodriguez Scotti Bastien Dard Pironti Martin Bihel Nagy | Cyril Martin (26)      |
| Libérati Dahan Salem Rodriguez Scotti Bastien Dard Pironti Martin Bihel Nagy | René Bihel (29)        |
| Libérati Dahan Salem Rodriguez Scotti Bastien Dard Pironti Martin Bihel Nagy | André Nagy (22)        |
| Altri giocatori: Miroslav Vratil (14), Jean Robin (10), Rolland Amar (9), Emmanuel Aznar (8), Ben Mohamed Bouchaïb (4), Vinko Trskan (6), Marcel Hadidji (4), René Gallian (3), André-René Latrille (2), Mario Zatelli (2), Juan Vila (2), Henri Fontaine (1) Dominique Franceschi (1). |                        |

## Statistiche

### Individuali

#### Classifica marcatori
| Gol |  |  | Giocatore        | Squadra        |
| --- |  |  | ---------------- | -------------- |
| 31  |  |  | Jean Baratte     | Lilla          |
| 25  |  |  | Pierre Sinibaldi | Stade Reims    |
| 23  |  |  | Bolek Tempowski  | Lilla          |
| 22  |  |  | Jean Grumellon   | Rennes         |
| 20  |  |  | Larbi Ben Barek  | Stade Français |
| 20  |  |  | Desiré Koranyi   | Sète           |
| 20  |  |  | Josef Humpál     | Sochaux        |
| 18  |  |  | Georges Moreel   | RC Paris       |
| 17  |  |  | Alphonse Rolland | Strasburgo     |
| 16  |  |  | Émile Bongiorni  | RC Paris       |
| 16  |  |  | Ernest Vaast     | RC Paris       |